# Scarus psittacus
Scarus psittacus е вид бодлоперка от семейство Scaridae. Видът не е застрашен от изчезване.

## Разпространение и местообитание
Разпространен е в Австралия, Американска Самоа, Бахрейн, Британска индоокеанска територия (Чагос), Бруней, Вануату, Гуам, Джибути, Египет, Еритрея, Йемен, Израел, Източен Тимор, Индия, Индонезия, Йордания, Ирак, Иран, Катар, Кения, Кирибати (Лайн и Феникс), Кокосови острови, Коморски острови, Кувейт, Мавриций, Мадагаскар, Майот, Малайзия, Малдиви, Малки далечни острови на САЩ (Атол Джонстън, Остров Бейкър, Уейк и Хауленд), Маршалови острови, Микронезия, Мозамбик, Науру, Ниуе, Нова Каледония, Обединени арабски емирства, Оман, Остров Рождество, Острови Кук, Палау, Папуа Нова Гвинея, Провинции в КНР, Реюнион, Самоа, Саудитска Арабия, САЩ (Хавайски острови), Северни Мариански острови, Сейшели, Соломонови острови, Сомалия, Острови Спратли, Судан, Тайван, Танзания, Токелау, Тонга, Тувалу, Уолис и Футуна, Фиджи, Филипини, Френска Полинезия, Френски южни и антарктически територии (Нормандски острови), Шри Ланка, Южна Африка и Япония.
Обитава морета, заливи, лагуни и рифове. Среща се на дълбочина от 0,8 до 25 m, при температура на водата от 22,9 до 29,3 °C и соленост 33,9 – 36,1 ‰.

## Описание
На дължина достигат до 30 cm.
Продължителността им на живот е около 5 години.